# Villa Aprile
Villa Aprile o Riario Sforza ad Ercolano, fu costruita nella seconda metà del Settecento, ed è una delle più grandi del Miglio d’Oro e, sebbene non sia tra le più sfarzose, conserva uno dei parchi più suggestivi e scenografici di tutta l'area vesuviana.

## Storia
Fu costruita dal duca Girolamo Riario Sforza sul tratto più suggestivo del Miglio d’Oro, subito fuori dall'abitato di Resìna, oggi Ercolano, laddove la strada Regia delle Calabrie prosegue larga e diritta verso il confine con Torre del Greco.
La struttura originaria, sebbene di dimensioni più ridotte, era già dotata di un parco rigoglioso, al punto che Carlo Celano così scriveva nel 1792: “La bella villa Riario può chiamarsi la regina delle ville non solo di questi luoghi; ma di tutta Napoli, di quelle che ‘a privati appartengono, niuna essendovene che la eguagli in magnificenza, buon gusto e splendidezza”. All'ingresso del parco, davanti l'esedra centrale, fu realizzata un'ampia peschiera con al centro una statua in marmo di Prometeo.
Alla morte del Duca la proprietà passò ai suoi tre figli e quindi, nel 1818 a sua nipote Giovanna, moglie del maresciallo Nugent. Costei apportò importanti modifiche all'edificio e al parco, costellandolo di strutture di gusto neoclassico: tempietti, finti ruderi, colonne corinzie, chalet alpino con laghetto di ninfee, grotte e cascate.
Nel 1864 la villa fu venduta ai Galante che la tennero solo per pochi anni finché, nel 1879, fu ceduta alla famiglia Aprile che l'ha mantenuta fino agli anni recenti. Oltre alle residenze private, gli Aprile destinarono parte dell'edificio ad albergo di lusso. Tra la fine dell'Ottocento e la prima metà del Novecento fu un luogo di mondanità ed eleganza, accogliendo ospiti illustri tra cui il conte Carlo Sforza e il Primo Ministro Antonio Salandra.
Attualmente la villa, restaurata nella struttura e nel parco, è sede di un albergo a quattro stelle, gestito dalla famiglia Ferlaino.